# Markús Örn Antonsson
Markús Örn Antonsson (født 25. maj 1943) er en islandsk journalist og politiker fra Selvstændighedspartiet, der er tidligere borgmester i Reykjavík, generaldirektør for RÚV og ambassadør i Canada.
Markús Örn blev student fra Menntaskólinn í Reykjavík 1965. Sideløbende med gymnasiet arbejdede han 1961-65 som deltidsjournalist og fotograf på Morgunblaðið. Han blev ansat i RÚV i 1965 og modtog undervisning i tv-journalistik og tv-produktion i Storbritannien og Sverige. Derefter var han som journalist og studievært med til at opbygge RÚVs tv-afdeling Ríkissjónvarpið i dennes pionerår fra 1966 til 1970.
Han begyndte sin politiske karriere som medlem af byrådet i Reykjavík 1970-85 og blev formand for byrådet 1983-85. Markús Örn var Selvstændighedspartiets gruppeformand og borgmester i Reykjavík fra 16. juli 1991 til 17. marts 1994, da han på grund af elendige opinionscifre afløstes af partifællen Árni Sigfússon bare 80 dage før kommunalvalget i 1994.
Markús Örn var medlem af Útvarpsráðið (Radiorådet) 1979-85, heraf dets formand 1983-85. I 1985-91 og 1998-2005 bestred han posten som generaldirektør for RÚV.
Han var Islands ambassadør i Canada 2005-08, og overtog hvervet som direktør for kulturhuset Þjóðmenningarhúsið (nu Safnahúsið) 1. september 2008.

## Privatliv
Markús Örn Antonsson er gift og har to børn og to børnebørn. Siden 1983 er han medlem af Rotary.